# Ганешти (Галац)
Ганешти (рум. Gănești) насеље је у Румунији у округу Галац у општини Кавадинешти. Oпштина се налази на надморској висини од 69 m.

## Становништво
Према подацима из 2002. године у насељу је живело 1033 становника, од којих су сви румунске националности.